# Sandro Botticelli
Alessandro di Mariano di Vanni Filipepi, bedre kendt som Sandro Botticelli, (Lille Tønde) (født 1. marts 1445, død 17. maj 1510) var en italiensk maler fra den tidlige renæssance.
Botticelli var som ganske ung i lære som urmager og blev inspireret af natur, filosofi og alkymi. 
Han malede blandt andet Primavera og Venus' Fødsel.
Ud over et lille antal mytologiske motiver, som er blandt hans bedst kendte værker i dag, malede han mange billeder med religiøse motiver, og derudover også nogle portrætmalerier.

## Galleri
- Våren, 1482, Galleria degli Uffizi.
- Venus' fødsel, ca. 1486, Galleria degli Uffizi.
- Portræt af en ung mand, ca. mellem 1480 og 1485, Musée du Louvre